# Ministrowie środowiska Wielkiej Brytanii
Minister środowiska (ang. Secretary of State for Environment) odpowiadał w brytyjskim rządzie za departament środowiska. Powstał w 1970 roku, w 1997 r. został przekształcony w urząd ministra środowiska, transportu i regionów (Secretary of State for Environment, Transport and the Regions), a w 2001 r. przybrał obecną nazwę ministra środowiska, żywności i spraw wsi (Secretary of State for Environment, Food and Rural Affairs).

## Ministrowie środowiska
| Minister          | Czas urzędowania                        |
| ----------------- | --------------------------------------- |
| Peter Walker      | 15 października 1970 – 5 listopada 1972 |
| Geoffrey Rippon   | 5 listopada 1972 – 4 marca 1974         |
| Anthony Crosland  | 5 marca 1974 – 8 kwietnia 1976          |
| Peter Shore       | 8 kwietnia 1976 – 4 maja 1979           |
| Michael Heseltine | 5 maja 1979 – 6 stycznia 1983           |
| Tom King          | 6 stycznia 1983 – 11 czerwca 1983       |
| Patrick Jenkin    | 11 czerwca 1983 – 2 września 1985       |
| Kenneth Baker     | 2 września 1985 – 21 maja 1986          |
| Nicholas Ridley   | 21 maja 1986 – 24 lipca 1989            |
| Chris Patten      | 24 lipca 1989 – 28 listopada 1990       |
| Michael Heseltine | 28 listopada 1990 – 11 kwietnia 1992    |
| Michael Howard    | 11 kwietnia 1992 – 27 maja 1993         |
| John Gummer       | 27 maja 1993 – 2 maja 1997              |

## Ministrowie środowiska, transportu i regionów
| Minister      | Czas urzędowania             |
| ------------- | ---------------------------- |
| John Prescott | 2 maja 1997 – 8 czerwca 2001 |

## Ministrowie środowiska, żywności i spraw wsi
| Minister          | Czas urzędowania                         |
| ----------------- | ---------------------------------------- |
| Margaret Beckett  | 8 czerwca 2001 – 5 maja 2006             |
| David Miliband    | 5 maja 2006 – 27 czerwca 2007            |
| Hilary Benn       | 28 czerwca 2007 – 11 maja 2010           |
| Caroline Spelman  | 12 maja 2010 – 4 września 2012           |
| Owen Paterson     | 4 września 2012 – 15 lipca 2014          |
| Elizabeth Truss   | 4 września 2014 – 14 lipca 2016          |
| Andrea Leadsom    | 14 lipca 2016 – 11 czerwca 2017          |
| Michael Gove      | 11 czerwca 2017 – 24 lipca 2019          |
| Theresa Villiers  | 24 lipca 2019 – 13 lutego 2020           |
| George Eustice    | 13 lutego 2020 – 6 września 2022         |
| Ranil Jayawardena | 6 września – 25 października 2022        |
| Thérèse Coffey    | 25 października 2022 – 13 listopada 2023 |
| Stephen Barclay   | 13 listopada 2023 – 5 lipca 2024         |
| Steve Reed        | od 5 lipca 2024                          |